# Anàlisi dels estats financers
L'anàlisi d'estats financers (o simplement anàlisi financera) és el procés de revisió i anàlisi dels estats financers d'una empresa per prendre millors decisions econòmiques per obtenir ingressos en el futur. Aquests estats inclouen el compte de pèrdues i guanys, el balanç de situació, l'estat de fluxos d'efectiu, les notes als comptes i un estat de canvis en el patrimoni net (si escau). L'anàlisi d'estats financers és un mètode o procés que implica tècniques específiques per avaluar els riscos, el rendiment, la salut financera i les perspectives futures d'una organització.
És utilitzat per una varietat de parts interessades, com ara inversors de crèdit i capital, el govern, el públic i els responsables de la presa de decisions dins de l'organització. Aquestes parts interessades tenen interessos diferents i apliquen una varietat de tècniques diferents per satisfer les seves necessitats. Per exemple, els inversors en renda variable estan interessats en el poder de guanys a llarg termini de l'organització i potser la sostenibilitat i el creixement dels pagaments de dividends. Els creditors volen assegurar-se que es paguin els interessos i el principal dels títols de deute de les organitzacions (per exemple, bons) quan es venguin.
Els mètodes comuns d'anàlisi d'estats financers inclouen l'anàlisi horitzontal i vertical i l'ús de ràtios financers. La informació històrica combinada amb una sèrie d'hipòtesis i ajustos a la informació financera es pot utilitzar per projectar el rendiment futur. La designació de Chartered Financial Analyst està disponible per als analistes financers professionals.

## Història
Benjamin Graham i David Dodd van publicar per primera vegada el seu influent llibre "Security Analysis" el 1934. Una premissa central del seu llibre és que el mecanisme de preus del mercat per a valors financers com accions i bons es basa en processos analítics defectuosos i irracionals realitzats per molts participants del mercat. Això fa que el preu de mercat d'un valor només coincideixi ocasionalment amb el valor intrínsec al voltant del qual el preu tendeix a fluctuar. L'inversor Warren Buffett és un conegut partidari de la filosofia de Graham i Dodd.
L'enfocament de Graham i Dodd s'anomena anàlisi fonamental i inclou: 1) anàlisi econòmica; 2) Anàlisi de la indústria; i 3) Anàlisi de l'empresa. Aquest últim és l'àmbit principal de l'anàlisi dels estats financers. A partir d'aquestes tres anàlisis es determina el valor intrínsec de la seguretat.

## Anàlisi horitzontal i vertical
L'anàlisi horitzontal compara la informació financera al llarg del temps, normalment dels últims trimestres o anys. L'anàlisi horitzontal es realitza comparant dades financeres d'un estat anterior, com ara el compte de resultats. Quan compareu aquesta informació passada, voldreu buscar variacions com ara ingressos més alts o més baixos.
L'anàlisi vertical és una anàlisi percentual dels estats financers. Cada partida de línia que apareix a l'estat financer es mostra com a percentatge d'una altra línia de comanda. Per exemple, en un compte de resultats, cada partida es mostrarà com a percentatge de les vendes brutes. Aquesta tècnica també es coneix com a normalització o mida comuna.

## Anàlisi de la ràtio financera
Les ràtios financers són eines molt potents per realitzar una anàlisi ràpida dels estats financers. Hi ha quatre categories principals de ràtios: ràtios de liquiditat, ràtios de rendibilitat, ràtios d'activitat i ràtios de palanquejament. Normalment s'analitzen al llarg del temps i entre els competidors d'una indústria.
- Les ràtios de liquiditat s'utilitzen per determinar amb quina rapidesa una empresa pot convertir els seus actius en efectiu si experimenta dificultats financeres o fallida. Bàsicament és una mesura de la capacitat d'una empresa per mantenir-se en el negoci. Algunes ràtios de liquiditat habituals són la ràtio actual i l'índex de liquiditat. La ràtio actual és actiu corrent/passiu corrent i mesura la quantitat de liquiditat disponible per pagar els passius. L'índex de liquiditat mostra la rapidesa amb què una empresa pot convertir els actius en efectiu i es calcula per: (Deutors comercials x Dies per liquidar) + (Inventari x Dies per liquidar)/Crebres comercials + Inventari.
- Les ràtios de rendibilitat són ràtios que demostren la rendibilitat d'una empresa. Algunes ràtios de rendibilitat populars són el punt d'equilibri i la ràtio de benefici brut. El punt d'equilibri calcula la quantitat d'efectiu que ha de generar una empresa per assolir els seus costos inicials. La relació de benefici brut és igual al benefici brut/ingressos. Aquesta ràtio mostra una instantània ràpida dels ingressos esperats.
- Les ràtios d'activitat estan destinades a mostrar com la direcció gestiona els recursos de l'empresa. Dues ràtios d'activitat habituals són la rotació de comptes a pagar i la rotació de comptes a cobrar. Aquestes ràtios demostren quant de temps triga una empresa a pagar els seus comptes a pagar i quant triga una empresa a rebre pagaments, respectivament.
- Les ràtios de palanquejament representen quant depèn una empresa del seu deute per finançar les operacions. Una ràtio de palanquejament molt comú que s'utilitza per a l'anàlisi d'estats financers és la ràtio deute-capital. Aquesta ràtio mostra fins a quin punt la direcció està disposada a utilitzar el deute per finançar les operacions. Aquesta ràtio es calcula com: (Deute a llarg termini + Deute a curt termini + Arrendaments)/ Patrimoni net.[cal citació]

L'anàlisi de DuPont utilitza diverses ràtios financeres que es van multiplicar per igual rendiment del capital, una mesura de la quantitat d'ingressos que obté l'empresa dividida per la quantitat de fons invertits (patrimoni).
També es pot utilitzar un model de descompte de dividends (DDM) per valorar el preu de les accions d'una empresa basant-se en la teoria que les seves accions valen la suma de tots els pagaments de dividends futurs, descomptats al seu valor actual. En altres paraules, s'utilitza per valorar les accions en funció del valor actual net dels dividends futurs.
Les anàlisis dels estats financers normalment es realitzen en programari de fulls de càlcul (o programari de comptabilitat especialitzat) i es resumeixen en diversos formats.

## Reforma dels estats financers
Una revisió de guanys és l'acte de modificar i tornar a publicar una declaració de guanys publicada anteriorment, amb una intenció especificada.
És crucial per als inversors comprendre la habilitat de l'empresa per a crear guanys. Aquesta comprensió, al costat de l'evolució dels seus guanys respecte al capital invertit i altres indicadors financers, és clau en l'avaluació del seu valor. A més, els analistes poden ajustar els estats financers —a través de la reformulació de les premisses que els sustenten— per facilitar aquesta tasca. Un exemple d'això seria la reclassificació dels arrendaments operatius com a arrendaments financers, transformant despeses de lloguer en actius i passius, el que repercuteix en la interpretació dels indicadors financers.
La redifusió també es coneix com a normalització de comptes.

## Certificacions
Els analistes financers solen tenir formació en finances i comptabilitat a nivell de grau o postgrau. Poden obtenir la designació de Chartered Financial Analyst (CFA) mitjançant una sèrie d'exàmens desafiants. Un cop finalitzat l'examen en tres parts, els CFA es consideren experts en àrees com els fonaments de la inversió, la valoració d'actius, la gestió de carteres i la planificació de la riquesa.